# 哈多克 (喬治亞州)
哈多克（英語：Haddock）是位於美國喬治亞州瓊斯縣的一個非建制地區。該地的面積和人口皆未知。

## 地理
哈多克的座標為33°01′57″N 83°25′45″W / 33.03250°N 83.42917°W，而該地的平均海拔高度為152米（即499英尺）。